# 張守道 (嘉靖進士)
張守道（？—？），字希賢，號涇魯，陝西西安府涇陽縣人，軍籍，明朝政治人物。

## 生平
嘉靖十九年（1540年）庚子科陝西鄉試第二十名舉人。嘉靖三十二年（1553年）中式癸丑科會試第二百五十一名，三甲第二百六十一名進士。都察院观政，起復授户部主事。

## 家族
曾祖張勉；祖父張傑；父張綵，母強氏。兄守慎、守寅、守欽，弟守朋、守元、守祜、宰道、宗道、宏道、寄道、崇道。